# Harry E. Allen
Harry E. Allen (* 16. Februar 1938 in Selma, Alabama, USA; † 4. Juli 2021 in Palm Springs, Kalifornien, USA) war ein US-amerikanischer Kriminologe. Der emeritierte Professor der San José State University war sowohl Präsident der American Society of Criminology (1982) als auch der Academy of Criminal Justice Sciences (1994/95).
Bevor Allen an die San Jose State University kam, war er Professor Ohio State University und der Florida State University. Seit seiner Emeritierung lehrt er als Dozent an der University of Louisville.

## Schriften (Auswahl)
- Mit anderen: Corrections in America. An introduction. 13. Auflage. Pearson, Boston 2013, ISBN 978-0-13-272677-1.
- Mit anderen: Crime and punishment. An introduction to criminology. Free Press, New York und Collier Macmillan Publishers, London 1981, ISBN 0-02-900460-8.